# Dracula saulii
Dracula saulii är en orkidéart som beskrevs av Carlyle August Luer och Sijm. Dracula saulii ingår i släktet Dracula och familjen orkidéer.
Artens utbredningsområde är Peru. Inga underarter finns listade i Catalogue of Life.